# Fabián Canobbio
Néstor Fabián Canobbio Bentaberry (Montevideo, Uruguay, 8 de marzo de 1980) es un exfutbolista uruguayo. Jugó de mediapunta.

## Biografía
Después de nacer futbolísticamente en el Club Atlético Progreso en Uruguay, participando en 1999 en el 7º Torneo Internacional de Shanghái con la selección B de Uruguay, donde clasificó como campeón, y en ese mismo año el Mundial sub-20 de Nigeria y luego con Peñarol, fichó en julio de 2003 por el Valencia de Rafael Benítez.  
Llegó para reemplazar a Kily González, que se iba al Inter de Milán.
Benítez consideró que no necesitaba a un jugador como Canobbio en su plantilla, afeándole el fichaje al presidente del club con esta frase: "Pido una mesa y me traen una lámpara". El apodo de "lámpara" le persiguió durante toda su estancia en España.
El técnico lo veía como un interior izquierdo, el sustituto de Vicente, y sus minutos en aquel Valencia campeón de Liga fueron muy pocos; marcó un solo tanto en toda la temporada, el gol del empate a dos contra Celta de Vigo. 
En julio de 2004 el nuevo entrenador del Valencia, Claudio Ranieri, informa al club que el jugador no le interesa.  
A pocos días del fin de agosto aparece el Celta de Vigo (en Segunda División), que lo ficha en calidad de cedido con opción de compra. Canobbio actúa de mediapunta, y llama la atención por su calidad. 
Al final de la temporada acumula 12 goles en 38 partidos, logrando el ascenso a Primera División y siendo junto a Jandro el mejor goleador del Celta, que finalmente lo ficha por 1 millón y medio de euros. 
La temporada 2004/05 sigue con su buena aportación y forma junto con Fernando Baiano una de las duplas más peligrosas de toda la liga, logrando la clasificación para la Copa de la UEFA.
En el verano del año 2008, Canobbio firmó por el Real Valladolid por 3 temporadas, tras rescindir su contrato con el Celta, volviendo a primera.
En verano de 2010, fichó por el AE Larisa.
En la segunda etapa del 2011 jugó en el Centro Atlético Fénix.
En 2012 luego de que no se le renovara el contrato, vuelve al equipo que lo vio nacer, el Club Atlético Progreso. 
A principios del 2013 con la ida del técnico del Progreso, Leonardo Ramos, al Danubio Fútbol Club, pasa a jugar para el equipo de la franja. 
Para desgracia del experimentado jugador, el 14 de septiembre en la fecha 4, apenas llegó a jugar 8 minutos y debió salir. 
De ahí en más no pudo volver a jugar sometiéndose a un tratamiento de plaquetas, pero los resultados no fueron los esperados y no pudo evolucionar. 
Más tarde se constataría que sufre de tendinitis crónica y debe ser operado del Tendón de Aquiles, lo que le demandaría 2 meses de recuperación. 
Siendo operado en octubre por el médico Gustavo Chiara. 
Pasó un año sin jugar y se pensó en una nueva intervención en Finlandia donde operaron a David Beckham, pero le darían fecha para dentro de 2 meses. 
En dichos meses consulta con el profesor Barquet de La Asociación Española quien le propone una nueva intervención, siendo intervenido nuevamente en marzo estando parado 3 meses. 
Volvió a jugar en agosto pero en una pelota su tendón de nuevo dice basta cayendo sobre el campo de juego, dando de primer diagnostico rotura parcial de tendón, lo que le demandaría 5 meses fuera. 
Esta vez los médicos de Danubio recomiendan no intervenirlo y le colocan una bota de yeso por 3 semanas, para luego seguir los pasos de la recuperación a seguir.

## Presidencia de Progreso
El 11 de enero de 2017, Fabián Canobbio fue elegido en elecciones libres como Presidente del C.A. Progreso, bajo la lista 1917.
De esta manera se convirtió en el primer jugador profesional en convertirse en presidente de Progreso.

## Selección nacional
Ha sido internacional con la selección de fútbol de Uruguay en ocho ocasiones.

## Trayectoria
| Club            | País    | Año       |
| --------------- | ------- | --------- |
| Progreso        | Uruguay | 1997-2000 |
| Peñarol         | Uruguay | 2001-2003 |
| Valencia CF     | España  | 2003-2004 |
| Celta de Vigo   | España  | 2004-2007 |
| Real Valladolid | España  | 2008-2010 |
| AE Larisa       | Grecia  | 2010-2011 |
| Fénix           | Uruguay | 2011      |
| Progreso        | Uruguay | 2012      |
| Danubio         | Uruguay | 2013      |

## Palmarés

### Campeonatos nacionales
| Título              | Club     | País    | Año  |
| ------------------- | -------- | ------- | ---- |
| Campeonato uruguayo | Peñarol  | Uruguay | 2003 |
| Liga Española       | Valencia | España  | 2004 |
| Campeonato uruguayo | Danubio  | Uruguay | 2014 |

### Copas internacionales
| Título          | Equipo   | Sede       | Año  |
| --------------- | -------- | ---------- | ---- |
| Copa de la UEFA | Valencia | Gotemburgo | 2004 |